# Kruszywo wypełniające
Kruszywo wypełniające – kruszywo stosowane jako wypełniacz uzyskiwane z wysuszonego kamienia wapiennego (głównie węglanu wapnia CaCO3) pozbawione substancji organicznych. Ma postać pyłu otrzymywanego przez zmielenie kamienia wapiennego. Dodawane jest do materiałów budowlanych w celu uzyskania specjalnych właściwości.

## Skład
Kruszywo wypełniające musi mieć określony udział procentowy ziaren o odpowiednich rozmiarach. Minimalny udział procentowy ziaren o określonych rozmiarach wynosi:
- dla ziaren o średnicy 2 mm – 100%
- dla ziaren o średnicy 0,125 mm – 85%
- dla ziaren o średnicy 0,063 mm – 75%